# Nikola Nalješković
Nikola Nalješković (Dubrovnik, oko 1500. – Dubrovnik, 1587.) hrvatski je pjesnik, dramatik i znanstvenik. 
Napisao je pjesme, ljubavni kanconijer, maskerate (pokladne pjesme), poslanice, pjesni bogoljubne, pastirsku igru, mitološku igru, farsu, komediju te dramu s obilježja plautovske eruditne komedije i rimskoga mima. Njegova dramska djela sadrže lascivnosti i vulgarnosti.

## Životopis
Rodom pučanin iz obitelji trgovaca i znanstvenika, nakon svršene škole u Dubrovniku i financijski neuspješne trgovačke karijere (bankrotirao), radi kao pisar, kancelar i mjernik. U poznim se godinama bavi astronomijom i matematikom. Na poziv iz Rima dao je mišljenje o reformi kalendara koju je pripremao Grgur XIII. (znanstvena rasprava Dialogo sopra la sfera del mondo ).

## Stvaralaštvo
Sredinom 16. stoljeća Nikola Nalješković središnja je osobnost prvoga povezanijega književnoga kruga u hrvatskoj književnosti (Mavro Vetranović, Ivan Vidalić, Petar Hektorović, Hortenzije Bartučević). Naraštajno, vrijednosno i poetički smješten između Mavra Vetranovića i Marina Držića, Nalješković estetički vrijedno mjesto danas zaslužuje žanrovskom raznolikošću svojega opusa u kojem se smjenjuju paradigme srednjovjekovne, renesansne, ali i manirističke poetike (prepletanje privatnosti i javnosti, tjelesnosti i duhovnosti, smijeha i osamljenosti, realizma i senzualizma, racionalizma i osjećajnosti, smrti i radosti).
Nalješkovićeva su djela 1873. i 1876. tiskana u Starim piscima hrvatskim, šezdesetih godina 20. stoljeća otkriven je najstariji poznati rukopis iz 17. stoljeća svih djela ovoga autora (čuva se u trezoru Nacionalne i sveučilišne knjižnice u Zagrebu) i on do danas nije objavljen.
Za povijest hrvatske književnosti, Nalješković je značajan i zbog toga što je jezik kojim je pisao svoja djela izričito nazivao hrvatskim, odnosno je često isticao hrvatsko ime ("Tim narod Hrvata vapije i viče").

## Lirika
U ljubavnom kanconijeru (pod naslovom Pjesni ljuvene tiskan u Zagrebu tek 1876.), svojevrsnoj povijesti pjesnikove ljubavi, u oko 180 pjesama, kadikad uokvirenima moralno-didaktičnim tonom i prikazbom onodobnoga dubrovačkoga društvenog života, prepleću se refleksivnost i melankolija, ljubavna bol i «opći pesimizam».
Pjesni bogoljubne, odnosno nabožnu, duhovnu liriku pisao je Nalješković vjerojatno u starijim godinama. Nastavljajući na srednjovjekovnu tradiciju, teme kršćanske teologije obogaćuje složenijim oblicima i meditativno-refleksivnim naglascima, te izrazito emocionalnim stavom lirskoga subjekta. Religiozna refleksivnost individualnog lirskog subjekta značajka su renesansne poetike, a na motive (pasionske i marijanske tematike), kompoziciju i jezik utjecala je srednjovjekovna poetika. Nalješkovićeva religiozna lirika povezuje se s njegovom pobožnoću zbog članstva u bratovštini svetog Antuna

### Poslanice
Nalješković je najplodniji pisac poslanica u hrvatskoj renesansi. Napisao je 37 epistola koje upućuje obitelji i prijateljima od Zadra do Dubrovnika, posebno pjesnicima (Petru Hektoroviću, Nikoli Dimitroviću, Mavru Vetranoviću, Dinku Ranjini itd.), a pisao je knezovima te crkvenim i svjetovnim moćnicima. Osim za istraživanje hrvatske kulturne povijesti, Nalješkovićeve poslanice (napisane dvostruko rimovanim dvanaestercima ili u osmeračkim katrenima), često prožete osjećajem boli, čežnjom za mirom i slobodom te hrvatskim domoljubljem, sve u pohvalničkom tonu, imaju znatnu pjesničku vrijednost (elementi humora i satire).

### Nadgrobnice
Nalješkovićeve nadgrobnice, žanrovski (prigodnice) i izrazno bliske su epistolarna, a osim pojedinačnih (prigodnih) pobuda tematiziraju i univerzalnije sadržaje (fenomen smrti).

### Maskerate
Dvanaest Nalješkovićevih pokladnih pjesama (Pjesni od maskerate; 9, 4. i 7. maskerata tiskane su 1844. i 1858., a sve 1873.) čini cjelovitu maskeratu. Prvu, svojevrstan prolog, izgovara «vrag», najavljujući dolazak družbe — maskiranih govornika ostalih pjesama (zaljubljenik, zabogari, sužnji, pastiri, Latini, Ciganka). Iz okvira tradicije pokladnih prigodnica izdvaja se Nalješkovićeva maskerata dvosmislenom pokladnom opscenošću i erotičnom rječitošću, odražavajući veselo i lascivno renesansno karnevalsko ozračje.

## Drama

### Komedije
Sedam nenaslovljenih scenskih djela, sastavljenih od prologa i jednoga čina u stihovima, rukopisi označuju „komedijama" (prvi put tiskane su u ediciji Stari pisci hrvatski). Prve četiri „komedije" ulaze u žanrovski okvir pastorale.
Komedija prva dramatizira tipično pastoralnu tematiku s prepletanjem čarobnjačkih elemenata, podsjećajući na Tassovu Amintu, ali i na pastirsku eklogu Džore Držića Radmio i Ljubmir, te nagovješćujući Tirenu Marina Držića. Alegorijsko-slavljenički okvir dinamiziran je izmjenom realizma i fantastičnoga, lascivnoga i sentimentalnoga, naturalizma i humora.
Komedija druga, mitološka igra, dramatizira motiv iz klasične mitologije — poznata je kao  Parisov sud. U središtu je dramske priče (tri vile prepiru se kojoj će pripasti jabuka na kojoj piše „za najljepšu", pastir ih odvodi sucu, nakon presude vile s pastirima «učine tanac» i podu u lug) mudri sudac - presuditelj pravde i mira u dubravi/Dubrovniku, koji uspostavlja trenutačno poremećen mir.
Komedija treća u žanrovskom je smislu hrvatska dramska robinja. Položaj vile koja tuži, međutim, pretvara ovu pastoralnu dramsku robinju u pravu scensku igru: agonalnost i natjecanje nalik moreški između satira lovaca (prirode) i mladića tragatelja (kulture) za Vilu prekida Starac sudac (svojevrstan deus ex machina) oslobađajući «robinju».
Necjelovita Komedija četvrta, fragment većega teksta na moreškansku temu, dramatizira temu mira i slobode u dubravi.
Komedija peta i Komedija šesta u žanrovskom smislu prve su farse u hrvatskoj književnosti; obje realistički prikazuju život u dubrovačkoj kući, obrađujući temu nevjerna muža gospodara. Naslanjaju se na tradiciju srednjovjekovnih farsa i antičkih mima.
U Komediji šestoj (tiskanoj 1873.), jednočinoj farsi sličnoga naboja i odnosa kao u Petoj, i s podsjećanjem na francusku srednjovjekovnu farsu, radnja se zapleće: s gosparom je zanijela ne samo sluškinja nego i «babica»; to doznavši, žena se pretvara da umire, a pop smiruje situaciju. Društvena kritika ovdje je još jača, jezik prostački, situacija naturalistička i gruba.
Komedija sedma, kao i farse, isječak iz dubrovačkoga života, podijeljena u prolog i tri ara (čina), ima neka obilježja plautovske eruditne komedije i rimskoga mirna (ljubavne intrige). Utemeljena na realističkim dijalozima, konkretnim detaljima, osobama i slikama dubrovačkoga života, svojevrsna je preteča Držićeve komedije Dundo Maroje, ali i Novele od Stanca.

## Djela
- Pjesni ljuvene
- Pjesni od maskerate
- Sedam nenaslovljenih komedija
- Pjesni bogoljubne

## Vanjske poveznice
- Nikola Nalješković: Pjesme
- Nikola Nalješković i Nikola Dimitrović: Pjesme, SPH